# Ágis tragédiája
Az Ágis tragédiája Bessenyei György (1747–1811) 1772-ben megjelent drámája.

## Szereplők
- Leónidás: Látzedémoni Király
- Ámfares: nagy Görög Vezér, Leónidás' titkosa
- Ágézilaus: fő ember, Királyi tanácsos, család barát, 'S Hazája' árulója
- Ágis: nagy Görög herceg, igaz Haza-fi
- Agiaris: Felesége
- Agisztrat: Ágisnak Anyja, Hertzegné
- Kleombrotes: Leónidás' veje, Ágisnak barátja
- Telónis: Kleombrotes' Felesége, Leónidás' leánya
- Demókares: Fő tanácsos
- Egy-nehány palotás-vitézek

## Helyszín
A Játék-piatz, mutatja SPÁRTÁBA a' Leónidás Királyi Kastélyát.

## Cselekmény
|  | Alább a cselekmény részletei következnek! |

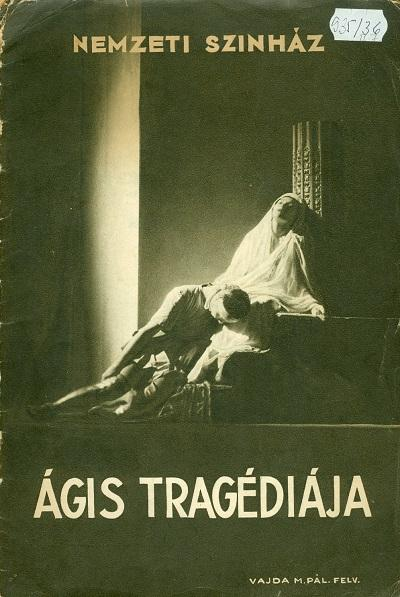
Az ősbemutató műsorfüzete

Az 1. felvonásban Ágisztrat, Demókares és a névtelenek kivételével mindenki színre lép. A konfliktus lényege, hogy ellenlábasai szerint Leónidás, a király nem a régi törvényt követi, igazságtalan kormányzása az ország romlását okozza. Ágézilaus biztatja Ágist, hogy lázítsák fel a népet. Ágis úgy látja, hogy a nép Kleombrotest szeretné a lázadás élén látni. A nép lázad. Leónidás panaszkodik Ámfaresnek arról, hogy sérül királysága, mert a legfelsőbb tanács a régi törvényt helyezte vissza jogaiba: az „ostoba község”. Ámfares szerint bár a köznép ostoba, és az újságot lesi, de nem hibás. Ugyanis Ágis a lázító, a nép vezető nélkül nem csinálna semmit. Szükséges a nép alávetése, különben felfordulás van. A nemesek uralma sem jobb, mert az még nagyobb rabságra juttatja a népet. Leónidás meglepődik azon, hogy mennyire elfajult a helyzet Spártában, majd általános érvénnyel az uralkodás nehézségeiről beszél: a kegyes fejedelmet senki sem érti meg. Arra utasítja Ámfarest, vegyen a tanácsban szavazatot. Ámfares szerint erre nincs szükség, mert a tanács ráébred, hogy kisemmizik őket a régi/új törvények, és csak Ágis szítja az elégedetlenséget, mivel valójában zsarnokságra tör, de el is nyeri majd jutalmát. Leónidás talán pont ezért titkos vallomást tesz Ámfaresnek arról, hogy a király önmagában semmi, kell neki egy igaz barát.
A 2. felvonásban a király Demókares tanácsára elhatározza, hogy eltörli az adósságot, így ugyanis megszűnik a lázadás alapja, a lázadás vezérei pedig támogatók nélkül maradnak. Ágézilaus megvallja Ámfaresnek, hogy kétszínű, csak azért támogatta az ifjakat, hogy az adósságlevelét elégessék (neki, azaz Ágézilausnak sok adóssága van), de igazából nem akar lázadást, a király híve, és beépülése a lázadók közé még hasznos is, mert így meg tudja akadályozni a lázadást. Ágis úgy nyilatkozik, hogy amennyiben az uralkodó Likurgus törvényeit követi, ők melléállnak, hiszen nem céljuk a király hatalmának megdöntése.
A 3. felvonás elején a király kihirdeti, hogy elégeti az adósságleveleket. Ágézilaust barátjává fogadja, aki korábbi kétszínű viselkedését védelmébe veszi a király előtt: sikeresen meggyőzi Leónidást. Ágis és Kleombrotes feleségei a király és új bizalmasa közti beszélgetés egy részét kihallgatják, és úgy értelmezik, hogy ki akarják végezni Kleombrotest és Ágist. Telónis ezért meg akarja ölni apját, Leonidást, de Ágiáris megmenti a király életét.
A 4. felvonásban Ágisztrat beszámol Ágisnak arról, hogy a király meg akarja ölni. A hírt megerősíti Ágis felesége, Ágiáris is. Ágisban győzni látszik az élet iránti szeretet, a szerelmet előbbre valónak lenni ítéli. A király felajánlja, hogy hódoljon be neki a két ifjú. Már éppen megnyugodnának a kedélyek, amikor jön a hír, hogy a spártai nép lázad, fegyverrel nyomulnak a férfiak a palota ellen. A két ifjú és a többi tanácsos is a palota védelmére siet.
Az 5. felvonás elején megtudjuk, hogy leverték a lázadást, és felelősségre akarják vonni a két ifjút. Ágis és Kleombrotes kegyelmet kapna a királytól abban az esetben, ha bevallják, hogy vétkeztek, de ők erre nyilvánosan nem hajlandók. Ugyanakkor Kleombrotes Ágissal négyszemközt lévén azt mondja, ők lázították fel a népet. Elhatározzák magukat a halálra. Kleombrotest lefegyverzik, elvezetik, Ágist is lefegyverzik, de olyan kihívónak ítéli szónoklatát Demokares, hogy leszúrja: Ágis utolsó leheletével még belátja tévedését, bűnös volt.

## Megjelenés
A dráma 1772. december 4-e után jelent meg, de a címlap alapján még ebben az évben. 1772. december 4-i dátumot a Bessenyei Györgyöt támogató Grass Frigyesné Kollár Ádámhoz írott levele alapján állapítja meg Bíró Ferenc, melyben az udvarhölgy beszámol arról, hogy Bessenyei bemutatta Mária Teréziának drámáját.
Az eredeti kiadás pontos címlapja: Ágis trágédiája, öt játékban, versekben. Bétsben, Nyomtattatott Kaliwoda Leopóld betüjivel. MDCCLXXIIdik esztendőben.
Ez az év Bessenyei György írói fellépésének első esztendeje. Ebben az évben az Ágis tragédiája előtt három műve látott napvilágot: Hunyadi László trágédiája, Az embernek próbája és az Eszterházi vigasságok.
A darabot először a Nemzeti Színházban mutatták be 1936. február 7-én. Az előadást Márkus László rendezte, a címszereplő Uray Tivadar volt.

## Ajánlás
A dráma ajánlásának címzettje Mária Terézia királynő. Az ajánlást (és a művet) a kor szokásai szerint be kellett mutatni a címzettnek, mint a Megjelenés körülményeinél láttuk, hogy jóváhagyja. Az uralkodó Kollár Ádámot kérte fel, hogy ellenőrizze a darabot, elfogadható-e az ajánlás. Mindez azért jelentős, mert eszerint a dráma problematikája, amely a királyi hatalom és az alattvalók viszonyát feszegeti, teljesen elfogadható volt az uralkodó és környezete számára.
Bessenyei György az ajánlás szövegében egyértelmű párhuzamot von Leonidas és Mária Terézia uralkodása között: mindkettejük problémája, hogy az uralkodó szándékai nem vagy nehezen érnek el az alattvalókhoz, és az uralkodó is nehezen tud ítélni a felmerülő esetekben, mert „Nehéz ott ... egy halandónak igaz ítéletet tenni, hol sok szolgák' szájában, az igazság, hamis szinnel, 's a' hamisság igaz formával járhatnak.”

## Tudósítás
Az ajánlás mellett Bessenyei egy „Túdósítás”-t, előszót is csatol a drámához. A tudósítás fontos adalékokkal szolgál mind a dráma és Bessenyei irodalmi programja eszmetörténeti és irodalomelméleti hátteréhez:
- „úgy hiszem, hogy egy Trágédiába is, mint egyéb írásokba, leg-job törvény az igazságnak ’s emberi indulatoknak természet szerént való fel-fedezések”[3]
- „továb minden mesterség a’ba áll hogy a’ beszélők egy-másnak illendőképen feleljenek, mint a’ Trágédiában elő-forduló személyenek sorsok azt magokkal hozzák”[3]

Az első részlet az igazság politikai, morális és metafizikai jelentőségére utal, valamint Bessenyei korai irodalmi programjának központi tételére: az ember legfontosabb tárgya az ember.
A második részlet pedig, amint Solt Andor kifejti, a drámai élethelyzetnek (akció) és a megszólalásnak (dikció) összhangját teszi meg követelményként: a szereplőknek társadalmi rangjuknak megfelelően kell megszólalniuk a valószerűség, természetesség követelményének jegyében. Az illendőség pedig a francia klasszicista dramaturgia „bienséance”-előírása (Voltaire), amely eredetileg az udvari-nagyúri társaság illemszabályaihoz való alkalmazkodó viselkedést jelentette. Esztétikailag pedig ennek megfelelően a beszédnek és a magatartásnak azt a fegyelmezett választékosságát, amely nem engedte a közönséges beszédet, azaz a heves gesztusokat, kirobbanó indulatot, tettet.
Fontos még az előszó kapcsán hangsúlyozni, hogy Bessenyei írói szándékának bejelentése mellett olvasói reakciókat is vár.

## Feldolgozások
A darabból 1971-ben tévéfilm készült Marton Endre rendezésében, Bessenyei Ferenc (Leonidas), Avar István (Ágis) és Csernus Mariann (Ágiáris) főszereplésével.